# Волжанин Сітіритм 15
«Волжанин 627006» (також називається «Волжанин Сітіритм 15») — 15-метровий низькопідлоговий автобус, що випускається заводом Волжанин (Росія) з 2006 року. Екземпляри використовуються у невеликих кількостях у деяких містах Росії. Окрім нього, завод Волжанін випускає і 12-метровий низькопідлоговий Волжанин 527006 (Сітіритм 12). Один з небагатьох російських автобусів такого класу; Голіцинський автобусний завод випускає 15-метровий автобус ГолАЗ 6228.
Головні переваги моделі «Волжанин Сітіритм» порівняно з аналогами:
- кузов автобуса виготовлено з дюралюмінію, строк служби кузова — понад 15 років;
- високий моторесурс двигуна, підвіски, мостів, коробки передач — понад 1000000 кілометрів пробігу;
- електронні вказівники маршруту;
- використання іноземних компонент (переважно німецького виробництва);
- низький рівень підлоги по усьому салоні;
- кнілінг кузова та можливість перевезення пасажирів-інвалідів;
- широкі дверні отвори і система протизащемлення пасажирів;
- шумо- і термоізоляція кузова;
- третя вісь (задня) підкеровувальна, зменшує радіус розвороту автобуса.

## Описання моделі
Волжанін Сітіритм 15 є одним з небагатьох автобусів-довгомірів, що випускаються у Росії: подібним до Сітіритму 15 є напівнизькопідлоговий ГолАЗ 6228, зроблений на шасі Scania (від шведського виробника у 6228 двигун, мости, кузов+рама). Завдяки своїм розмірам, низькопідлоговим тривісний Сітіритм 15 може перевозити великі маси пасажирів на лініях з інтенсивним пасажиропотоком, а пришвидшити обіг пасажирів допомагає низький рівень підлоги у автобуса. Автобус Сітіритм 15 є дуже крупним, хоча він є трохи меншим за ГолАЗ 6228 (на 34 сантиметри), одним з найбільших односекційних російських автобусів — довжина автобуса становить 14.66 метри. Особливістю Сітіритму-15 є те, що кузов автобуса зроблений з легкого алюмінієвого сплаву, що називається дюралюміній. Дюралюміній є міцним, легким та нержавіючим сплавом, дюралюміній хоч є набагато дорожчим (ніж оцинкована сталь, наприклад), однак є виправданим у плані строку служби кузова; боковини та дах автобуса зроблені з дюралевих профілів прямокутного розтину виробництва фірми ALCAN. Використання дюралюмінію при конструюванні автобуса забезпечує кузову надійність і довговічність, а ресурс роботи кузова становить понад 15 років. Кузов автобуса одноланковий, вагонного компонування, тримальний (коли агрегати кріплять на кузов, що виконує функцію рами, а не на тримальну раму), що стосується рами, то вона наявна, і інтегрована з кузовом автобуса для зміцнення конструкції. Розфарбування автобусів «Волжанін Сітіритм-15» є неодноманітним і варіюється від міста, де працює цей автобус, тому характерного пофарбування цей автобус не має. Єдиний Волжанін-ВЕТА (тролейбус) пофарбований у білий колір.
Передня панель автобуса Волжанін Сітіритм 15 має ряд характерних особливостей, автобус загалом має сучасний дизайн передньої панелі. Передок автобуса каркасного типу (не модуль); обшивка передка зроблена з листового дюралюмінію, також облицьований склопластиком. Лобове скло автобуса виконано суцільним та вклеєно у віконну раму, справа і зліва від лобового скла розміщені ще два невеликих скла, вони вже є боковими. Вітрове скло Волжаніна Сітіритм 15 зроблене багатошаровим, та зветься триплексом, інакше, безуламковим або безуламковим лобовим склом. Безуламкове лобове скло є багатошаровим склопакетом, що являє собою два склопакети, що склеєні між собою тонким та еластичним шаром пластику, що розміщений між цими склопакетами, і даний шар пластику може утримувати уламки, завдяки цьому лобове скло не розлітається, а лише тріскається, утворюючи так звану «павутину». При сильному пошкодженні, хоч скло і розбивається, та не розлітається на частини, завдяки тому, що його утримує шар пластику, осколки при цьому залишаються у масі до повної заміни пошкодженого склопакету. Безуламкове скло здатне витримувати сильні пошкодження (наприклад, удар «в лоб»), і міцно тримається у віконній рамі, якщо від удару воно вилетить, скляних друзок усе одно не буде, оскільки вибитий склопакет буде лежати «листом». Завдяки тому, що безуламкове лобове скло не розлітається на частини і не може відповідно нікого травмувати, його названо «травмобезпечним», або часто, ще простіше, «безпечним» склом. Через те, що у склі три слої: скло-пластик-скло його і названо триплексом. Лобове скло виконано суцільним та панорамного типу, що забезпечує водієві хороший рівень контролю за ситуацією на дорозі; склоочисники автобуса горизонтального типу (як і у переважної більшості транспорту з панорамним вітровим склом), мають великі полотно-насадки; їх розраховано на 3 швидкості очищення. Світлотехніка на передку представлена 10 фарами та двома передніми габаритними вогнями; фари розміщено по чотири з кожного боку (щось на кшталт Solaris Urbino 12); протитуманні фари вставлено у бампер. Фари усі малого розміру та мають округлу форму, у них наявні лінзи з метою забезпечення більшої далекоглядності вогнів; фари дальнього світла з усіх інших найменші, однак вони також мають високу потужність. Що стосується протитуманних фар, то їх вставлено у бампер, вони також малого розміру і округлі, однак мають високу потужність. Бампер зварений з кузовом, у нього вставлено протитуманні фари, також на ньому розміщено номерний знак автобуса (це не тролейбус, тому номерний знак у автобуса має бути обов'язково); у деяких містах автобуси мають і паркові номери, їх малюють на кузові спереду, на боковинах або ззаду. Емблема заводу «Волжанін» на передку автобуса розміщена у невеликій заглибині на передній панелі. Як правило, на передку також розміщений підпис «Волжанин» (російською мовою) або «Volgabus», рідше, переважно для тих автобусів, що відправляються за кордон. Окрім емблеми на передку та підпису, на передку також розміщено ще декілька символів, що вказують зручності «Сітіритму»: іконка з інвалідом у візку на синьому або білому фоні, вказує на те, що автобус адаптований усім необхідним для перевезення інвалідів (повністю низькопідлоговий, має систему кнілінгу ECAS, має пандус та накопичувальний майданчик зі спеціально обладнаним місцем для інвалідного візка — про це детальніше у описі салону); у деяких випадках, іконка з позначенням можливості перевезення інвалідів у візках наявна і біля середніх дверей; іконка з людиною з паличкою на синьому або білому фоні вказує на зручність для пенсіонерів та маломобільних людей. Над лобовим склом автобуса розміщено верхній маршрутовказівник — це сучасне електронне табло, однак не з суцільним дисплеєм, а має спеціальні клітинки для символів, літер, та цифр; праворуч розміщені спеціальні великі клітинки, літери — жовтого кольору, ще один рейсовказівник може розміщуватися на лівій боковині у передній частині салону; надписи на рейсовказівниках виставляються з місця водія. Бокові дзеркала заднього виду сферичного типу, вони оснащені електропідігрівом для унеможливлення їх обмерзання чи запотівання; вони оснащені антибліковим покриттям, що є актуальним у сонячні безхмарні дні.
Задня панель автобуса Сітіритм 15 аналогічна своєму меншому родичу; у автобуса наявне суцільне заднє скло, що передбачається також як аварійний вихід; задній бампер чіткоокреслений, з-під бампера «виглядає» вихлопна труба, що додатково оброблена антикорозійним матеріалом для герметичності. На задньому звисі автобуса наявний повітряпоглинач (виглядає як решітка), що потрібен для природного охолодження мотора. Головні ходові частини автобуса є німецькими: щодо самого двигуна, він розміщений також ззаду з лівого боку, розміщений під підлогою, автобус комплектується дизельний чотиритактним шестицилідровним дизельним двигуном марки DEUTZ BF6M1013, виробництва фірми Deutz, Німеччина. Дизельний двигун автобуса відповідає екологічним стандартам Euro-3, а паливний бак автобуса уміщує до 300 літрів солярки. Сам мотор автобуса якісний, а моторний відсік обшитий спеціальними шумоізоляційними матеріалами, що значно приглушують шум роботи мотора, окрім цього, спеціальними шумоізоляційними матеріалами обшитий і салон автобуса; німецький двигун Сітіритму-15 має високий моторесурс — не менше 1000000 кілометрів. Ходові частини у даного автобуса усі є німецькими; автобус є тривісним, ведучим мостом є центральний міст (формула коліс 6×2), задній міст автобуса — підкеровувальний що дозволяє зменшити радіус розвороту; використано бездискову конструкцію коліс; мости автобуса також є доволі довговічними — мають ресурс понад мільйон кілометрів; мости автобуса виконано німецькою фірмою ZF; розмір шин — 275/70 R22,5. Підвіска автобуса виконана німецькою фірмою WABCO, залежна, пневматична та має систему нахилу кузова на праві півосі, «присідання» ECAS, kneeling. За основу кузова служить тримальний кузов з інтегрованою рамою для зміцнення конструкції. Гальмівна система автобуса виготовлена або Knorr-Bremse, або WABCO (обидві фірми німецькі):
- робоче гальмо (гальмо, яке приводиться у дію водієм натиском на педаль гальма, сповільнення регулюється і від сили натиску на педаль) — пневматична, двоконтурна система (розбиття на гальмівні контури по осі).
- додаткове гальмо — сповільнювач, влаштований у автоматичну коробку передач;
- стоянкова гальмівна система (це система для нерухомого утримання транспортного засобу під час зупинок, особливо актуальна на ухилах[1], зазвичай це ручний важіль) — представлена ручним важелем, що діє на гальмівні механізми ведучого моста. Ручний важіль, щоправда невеликий і по формі більше схожий на джойстик.
- резервна гальмівна система (допоміжна система у разі виходу з ладу робочого гальма, що і так вкрай небажано) — представлена одним додатковим контуром робочої гальмівної системи.
- ABS — також у автобуса наявна антиблокувальна система ABS (Anti-lock Braking System), Knorr-Bremse або WABCO. ABS забезпечує керованість автобуса під час різкого або екстреного гальмування.

У автобуса наявна також система, що блокує рух автобуса з відчиненими або не до кінця зачиненими дверима, і має назву повітряний ключ. До салону автобуса ведуть три двостулкові двері поворотно-зсувного типу; вони є повністю заскленими, і склопакети, що є безуламковими, також ці склопакети є затонованими коричневим відтінком. Навпроти середніх дверей є позначення іконкою про те, що тут наявний підйом для пасажирів у інвалідних візках (таке позначення клеїться біля середніх дверей досить часто). Передні та задні двері розміщено поза колісною базою (тобто спереду чи ззаду від осей), «у базі» розміщено лише середні двері. Варто відзначити, що автобус Волжанін Сітіритм 15 є повністю низькопідлоговим від початку до кінця, що є одним з його найбільших переваг та суттєво покращує умови перевезення усіх груп пасажирів, низький рівень підлоги у 34 сантиметри дозволяє пришвидшити пасажиропотік та зробити вхід у громадський транспорт зручним для маломобільних громадян. Окрім того, що автобус повністю низькопідлоговий, підвіска оснащена електронною системою ECAS («kneeling»), що дозволяє автобусові присідати на праві півосі, знижуючи рівень підлоги на декілька сантиметрів буквально до рівня тротуару; однак, за потреби, рівень підлоги можна і підвищити на декілька сантиметрів. З боку салону на дверях розміщені загнуті, V-подібні поручні, слід також додати, що проблему корозієстійкості дверей вирішено шляхом побудови обшивки дверних стулок з листового дюралюмінію.
Салон автобуса виконаний з сучасним дизайном та компонентами, а найголовніше — автобус є повністю низькопідлоговим, а місткість 15-метрового довгоміра майже не поступається місткості 18-метрового двосекційного автобуса. Підлога салону виконана з цільного листа лінолеуму з неслизьким покриттям, а лінолеум оздоблений декоративними блискітками; виконання настилу підлоги з цільного лінолеумного килиму є перевагою автобуса, адже настил підлоги з нарізних листів (не по усій ширині салону) не є сам по собі культурно зробленим та має схильність закручуватися і облазити (типовий елемент для незграбної збірки). Поручні автобуса виконано з тонкої сталевої труби та пофарбовано полімерною фарбою задля запобігання корозії на поручнях (явище це не рідкісне, адже поручні, як правило роблять з металів, що мають властивість іржавіти); елементом дизайну поручнів є те, що вони мають вигнуту конструкцію (вгорі); поручні на дверних стулках вигнуті у формі літери V (див. зображення), вертикальні поручні у верхній частині вигнуті; у передній частині салону кріпляться до підлоги, а задній (починаючи з середніх дверей) кріпляться до сидінь; на вертикальних поручнях біля дверей наявні спеціальні кнопки виклику до водія у разі необхідності (здебільшого), для зупинки автобуса на вимогу. Горизонтальні поручні розміщено уздовж усього салону автобуса, вони можуть оснащуватися спеціальними підвісними ручками для більшої зручності для пасажирів. Поручні автобуса мають своє характерне пофарбування, і фарбуються у яскраво-жовтий колір. Однак варто розказати і про ще одну особливість, пов'язану з поручнями — у задній частині салону (рахуючи від середніх дверей) і одна штука у передній частині салону, розміщено поперечні поручні, влаштовані між горизонтальними з правого та лівого рядів (вони, однак, можуть викликати труднощі у людей високого зросту, оскільки об них можна вдаритись головою); поручні поперечного типу є, узагалі, великою рідкістю у автобусів великого класу, серед українських автобусів з поручнями такого типу можна назвати Богдан А231 (та й розмірах ці два довгоміри є майже рівними, довжина Богдан А231 становить 14.56 метри). Сидіння виконано з напівм'яким покриттям, усі сидіння роздільного типу; корпус сидіння зроблений з пластмаси, а частково спинка, і повністю подушка сидіння обшиті синтетичною тканиною; тканина є негорючою (зроблена зі спеціального волокна) і має антивандальне покриття; корпус сидінь має світлосіре пофарбування, а от обшивка сидінь може бути пофарбованою у різні кольори. Сидіння у салоні розміщено попарно, хоча вони роздільного типу; біля дверей розміщено спеціальні перегородки, щоб сидячим пасажирам біля дверей не защемило ноги при відкритті або закритті дверей. У задній частині салону розміщений досить високий поміст з трьома сидіннями (це самий задній ряд), що розміщено фактично над мотором автобуса, а щоб забратися на нього, необхідно подолати дві сходинки, тому для деяких пасажирів це не є зручним, щоправда, завдяки застосуванню лише трьох місць у задньому ряді суттєво збільшується місце на задній площадці, рівень підлоги і там є низьким (у салоні немає жодної сходинки для входу у нього, автобус є повністю низькопідлоговим). Хоча у салоні автобуса розміщено від 27 до 33 (залежно від комплектації) сидіння, автобус може обладнуватися чотирма відкидними сидіннями, що можуть складатися у годину-пік, тим самим, збільшуючи місткість. Що стосовно самої загальної місткості автобуса, то згідно з його нормальною місткістю, Сітіритм 15 може взяти на себе 140 пасажирів, однак, у годину-пік, ця цифра може бути перевищеною.
Завдяки тому, що даний Волжанін є повністю низькопідлоговим, він може перевозити інвалідів у візках а також великогабаритні предмети на колесах, наприклад, валізи і дитячі візки. Автобус обладнаний усім необхідним для перевезення інвалідів; підвіска оснащена системою нахилу кузова «кнілінг», а прямо навпроти середніх дверей розміщено спеціальну відкидну рампу, даний пандус зроблений Hubner Gmbh, Німеччина; він може витримувати великі навантаження та здатен витримати дорослу людину у інвалідному візку. Навпроти цих же середніх дверей розміщено спеціальну простору накопичувальний майданчик, що призначена для тримання інвалідного візка (там є навіть позначка про це). На борті наявна спеціальна кнопка виклику до водія, що може застосовуватися у разі потреби, спереду майданчику може встановлюватися спеціальне інвалідне крісло. Передня частина салону достатньо простора, тому автобус здатен перевозити не тільки інвалідів у візках, а також дитячі візки і великогабаритні предмети. Бокові вікна автобуса є безуламковими, тобто травмобезпечними і не розіб'ються при сильному ударі об них, автобус оснащений тонованими склопакетами (колір плівки — коричневий), вікна автобуса є дуже високими, що забезпечує максимально можливий комфорт огляду пасажирами; високою є і стеля салону (висота становить близько 240 сантиметрів). Вентиляція у салоні здійснюється за допомогою відкидних люків, що розміщено на дасі салону, і зсувних кватирок на бокових вікнах; по замовленню встановлюється кондиціонер; опалення у салоні здійснюється за допомогою повітряного конвектора. Освітлення у салоні у темну пору доби здійснюється за допомогою плафонових світильників, що розміщено на даху салону у два ряди справа і зліва.
Кабіна водія автобуса відокремлена від салону перегородкою з лівого боку (у Росії правосторонній рух), однак під вхід та вихід водія з чи до кабіни не відведено окремої стулки, типової для багатьох російських тролейбусів (наприклад, ЛіАЗ 5292), і водій має вихід лише з правої сторони з салону. Це конструктивне рішення: за рахунок зменшення площі перегородки збільшується площа переднього майданчика, а разом з тим майже ліквідовується проблема тисняви на передньому майданчику у годину-пік. Місце водія автобуса зроблене з комфортом та має кілька переваг, як-от бортовий комп'ютер; кабіна виконана у переважно світлих кольорах. Підлога у кабіні також застелена неслизьким лінолеумом, при чому суцільним, і країв та обрізів не видно (такий елемент незграбної збірки усунено). Елементом комфорту є те, що приладова панель регулюється по куті нахилу, як це зручно, разом з тим, регулюється і кермова колонка (і відповідно кут нахилу самого кермового колеса); приладова панель автобуса зроблена з пластмаси та пофарбована у світлосірий колір, її виконано у стилі «люкс», з усім необхідним, а також з формою виконання у стилі півкола, оскільки з лівого боку двері для входу та виходу немає, там розміщено доволі простору додаткову панель, на якій також наявні декілька клавіш, потрібних для управління Ситіритмом. Якщо показникові прилади розміщено посередині приладової панелі, то більшість клавіш — справа та зліва. Клавіші, округлої форми та червоного кольору служать для включення склоомивачів та склоочисників, на правій частині приладової панелі розміщено клавіші відкриття/закриття дверей, а також регулювання освітлення у салоні та на місці водія; клавіші здебільшого чорні (окрім кнопки включення аварійної сигналізації на лівій панелі), мають малюнки з функціями, що відповідають за них. Посередині приладової панелі розміщено показникові прилади, при чому циферблатів тут стало значно менше, оскільки з'явилася така інновація, як бортовий комп'ютер (він німецького виробництва). «Нецифровими» на приладовій панелі залишилися спідометр та тахометр; спідометр розміщений зліва у центральній частині приладової панелі, він великого розміру та має оцифровку до 125 км/год (однак, такої швидкості автобус не розвине через міські обмеження, а ще через те, що його максимальна швидкість становить 100 км/год), на спідометрі наявне електронне табло-одометр, що показує пробіг автобуса; а тахометр малого розміру та оцифрований до 3000 об/хв. Праворуч від спідометра розміщене табло, що показує увімкнуті функції (таке табло замінило світлодіоди, що є незручними навіть з їх повною розшифровкою). Далі йде найцікавіше: у центральній частині приладової панелі розміщено бортовий комп'ютер, що відповідає за усі інші показники, наприклад, за залишок пального або температуру розігріву мотора. Це табло-комп'ютер, як і багато інших елементів у автобуса також є німецького виробництва; табло також показує температуру за бортом та деякі інші функції, наприклад, відкриття і закриття дверей. Кермова колонка, як і приладова панель, має властивість регулюватися по куті нахилу, кермовий механізм виготовлено німецькою фірмою ZF, він оснащений гідропідсилювачем що значно полегшує керування автобусом, а кермовий механізм має моторесурс понад мільйон кілометрів. Крісло водія розміщене на спеціальній пневмопідвісці, має м'яке покриття, має підголівник та регулюється не тільки у висоту, а може відсуватися на спеціальних рейках за потреби. Коробка передач у автобуса автоматична, тому важіль перемикання передач та зчеплення є відсутніми, коробка передач виготовлена німецькою фірмою ZF, і має моторесурс понад 1000000 кілометрів. Освітлення у кабіні водія здійснюється за допомогою світильника і підсвітки приладів на приладовій панелі, вентиляція виконується завдяки зсувній кватирці і вентилятору, а опалення завдяки повітряному конвектору.

## Переваги і недоліки моделі Волжанін Ситіритм 15
Переваги моделі Волжанін Ситіритм 15:
- сучасний дизайн ззовні і зсередини;
- кузов виконано з дюралюмінію, легкого і нержавіючого алюмінієвого сплаву. Разом з використанням дюралю відпадає проблема корозії — дюраль є нержавіючим матеріалом. Кузов зміцнено інтегрованою рамою, бокові склопакети — вклеєні. Кузов має ресурс роботи понад 15 років.
- на автобусі застосовано сучасні іноземні компоненти іноземного виробництва:

1. дизельний двигун виробництва Deutz, Німеччина відповідає екологічним нормам Euro-3
2. мости виробництва ZF, Німеччина, ведучий центральний, задній підкеровувальний;
3. підвіска виробництва WABCO, Німеччина;
4. гальмівна система виробництва WABCO або Knorr-Bremse, Німеччина;
5. автоматична 6-ступінчаста коробка передач виробництва ZF, Німеччина;
6. кермова система виробництва ZF, Німеччина;
7. пандус для в'їзду інвалідних візків у салон виробництва Hϋbner Gmbh, Німеччина

- автобус є повністю низькопідлоговим підвіска оснащена електронною системою нахилу кузова кнілінг;
- автобус може мати різне планування салону та комплектацію;
- моторесурс коробки передач, двигуна, підвіски, кермового механізму понад 1000000 кілометрів;
- підкеровувальна задня вісь задля зменшення радіусу розвороту;
- низький рівень підлоги по усьому салону;
- можливість перевезення інвалідів у візках, система кнілінгу і висувна апарель;
- можливість встановлення кондиціонеру у салоні;
- бортовий комп'ютер на приладовій панелі.

Недоліки моделі якщо і є, то не суттєві:
- сидіння, що розміщено прямо над мотором (ззаду) розміщені на досить високому помості, деяким пасажирам це не є зручно;
- у задній частині салону розміщено поручні, перпендикулярні поручням горизонтального типу, люди високого зросту можуть вдаритися об них головою.

## Технічні характеристики
| Технічна характеристика Волжанін Ситіритм 15         | Технічна характеристика Волжанін Ситіритм 15                                      |
| ---------------------------------------------------- | --------------------------------------------------------------------------------- |
| Загальні дані                                        |                                                                                   |
| Модель                                               | Волжанін Ситіритм 15                                                              |
| Клас                                                 | міський автобус                                                                   |
| Виробник                                             | Автобусний завод Волжанін                                                         |
| Випускається з,                                      | 2006                                                                              |
| Подібні моделі                                       | Волжанін Ситіритм 12, Волжанін 6272 ВЕТА                                          |
| Кузов                                                |                                                                                   |
| Кузов (загальне описання)                            | одноланкового типу, тримальний інтегрований з рамою кузов, вагонного компонування |
| Каркас кузова                                        | виконаний з труб з нержавіючої сталі                                              |
| Боковини, передок і задок (обшивка)                  | виконані з листового дюралюмінію                                                  |
| Дах (обшивка)                                        | з дюралюмінієвих профілів                                                         |
| Антикорозійне покриття                               | каркасні труби покриті (дюраль і без них не іржавіє)                              |
| Ресурс роботи кузова, більше, роки                   | >15                                                                               |
| Габаритні розміри                                    |                                                                                   |
| Довжина, мм                                          | 14660                                                                             |
| Ширина, мм                                           | 2550                                                                              |
| Висота, мм                                           | 2970                                                                              |
| Передній звис, мм                                    |                                                                                   |
| Задній звис, мм                                      |                                                                                   |
| Поворотний діаметр, не менше                         |                                                                                   |
| Колісна база, мм                                     |                                                                                   |
| Дорожній просвіт, мм                                 | регулюється (кнілінг)                                                             |
| Кут з'їзду/виїзду, °                                 | 7/7                                                                               |
| Споряджена маса, кг                                  | 14800                                                                             |
| Повна маса, кг                                       | 24320                                                                             |
| Елементи ззовні                                      |                                                                                   |
| Світлотехніка (передок)                              | 10 фар (2 протитуманні), з лінзами                                                |
| Бампер                                               | заварний, чіткоокреслений                                                         |
| Буксирувальний кронштейн                             | під бампером                                                                      |
| Маршрутовказівники                                   | електронні табло з різними функціями (детальніше у описанні моделі)               |
| Лобове скло                                          | панорамного типу, безуламкове                                                     |
| Склоочисники                                         | горизонтального типу, 3 швидкісні                                                 |
| Розташування двигуна                                 | задній звис                                                                       |
| Колеса                                               | 275/80R×22.5 (бездискові кріплення)                                               |
| Осі, штук                                            | тривісний (6×2)                                                                   |
| Шасі                                                 |                                                                                   |
| Передня вісь                                         | ZF                                                                                |
| Ведуча вісь, модель                                  | ZF (центральна)                                                                   |
| Задня вісь                                           | ZF підкеровувальна                                                                |
| Моторесурс мостів, не менше, км                      | 1000000                                                                           |
| Робоче гальмо                                        | пневматичне, двоконтурне                                                          |
| Ручне гальмо                                         | ручний важіль діє на гальмівні механізми центрального моста                       |
| Додаткове гальмо                                     | сповільнювач, влаштований у АКПП                                                  |
| ABS                                                  | наявна                                                                            |
| Передня підвіска                                     | незалежна                                                                         |
| Задня підвіска                                       | залежна пневматична                                                               |
| Система кнілінгу ECAS                                | наявна                                                                            |
| Висота підлоги, см                                   | 34 (по довжині усього салону)                                                     |
| Підвіска, виробник                                   | WABCO                                                                             |
| Моторесурс підвіски, км, не менше                    | 1000000                                                                           |
| Салон                                                |                                                                                   |
| Кількість дверей і тип                               | 3 двостулкові поворотно-зсувного типу                                             |
| Аварійне відкриття дверей                            | кнопки біля дверей ззовні                                                         |
| Пандус для в'їзду інвалідних візків                  | відкидна рампа, відсувається і зсувається механічно, виробництва Hubner Gmbh      |
| Розташування пандуса                                 | 2 (середні) двері                                                                 |
| Поручні                                              | з тонкої сталевої труби                                                           |
| Сидіння                                              | напівм'які, роздільного типу, з синтетичним покриттям                             |
| Кількість сидінь                                     | 27—37 (залежно від замовлення та встановлення іншого обладнання)                  |
| Висота салону, см                                    | близько 240 сантиметрів                                                           |
| Система компостування квитків                        |                                                                                   |
| Освітлення у салоні                                  | плафонові світильники на даху                                                     |
| Вентиляція у салоні                                  | через зсувні кватирки, люки, +можливий кондиціонер                                |
| Бокові вікна                                         | затоновані чорним відтінком, безуламкові                                          |
| Опалення у салоні                                    | від повітряного конвектора                                                        |
| Пасажиромісткість салону, чол                        | 140 (нормальна)                                                                   |
| Місце водія                                          |                                                                                   |
| Кабіна водія                                         | відокремлена перегородкою від салону                                              |
| Підсвітка у кабіні                                   | кожен з показникових приладів і один плафоновий світильник                        |
| Вентиляція у кабіні                                  | через вентилятор і зсувну кватирку+можливий кондиціонер                           |
| Крісло водія                                         | м'яке на пневмопідвісці, має підголівник; регулюється у висоту і відсувається     |
| Приладова панель                                     | у формі півкола з твердого пластику                                               |
| Кермова система                                      | ZF 8098 Servocom                                                                  |
| Педалі                                               | Wabco                                                                             |
| Коробка передач                                      | ZF ECOMAT2 PLUS 6 HP 502 С                                                        |
| Тип КПП                                              | автоматична                                                                       |
| Число ступенів КПП                                   | 6/1                                                                               |
| Двигун і динамічні характеристики                    |                                                                                   |
| Тип палива                                           | дизель                                                                            |
| Тип двигуна                                          | дизельний чотиритактний                                                           |
| Марка двигуна (для конкретно цієї модифікації)       | DEUTZ BF6M1013                                                                    |
| Потужність, кіловат                                  | 209.5                                                                             |
| Місткість паливного бака, літри                      | 30                                                                                |
| Кількість циліндрів, шт                              | 6                                                                                 |
| Робочий об'єм, см³                                   | 7146                                                                              |
| Відповідність нормам щодо викидів                    | Euro-3                                                                            |
| Витрати пального при міському циклі на 100 км, літри | 30—32                                                                             |
| Максимальна швидкість руху, км/год                   | 100                                                                               |

## Тролейбусна версія
У 2009 році заводом виготовлений тролейбус на базі Волжанін Ситіритм-15; отримав назву «Волжанін ВЕТА» (рос. Волжанин ВЭТА). Цей тролейбус з пасажирами ще не працював, виїздив тільки на обкатку. Як і його автобусний родич, він має кузов з дюралюмінію. Його замовник наразі невідомий. Виїхав на роботу з пасажирами у лютому 2010. Відомі технічні параметри:
- Довжина, мм: 15400
- Ширина, мм: 2550
- Висота, мм: ?
- Кузов: тримальний інтегрований з рамою, дюралюмінієвий
- Система керування: IGBT-транзисторна, виробництва Cegelec (Чехія)
- Ведучий міст: центральний
- Двигун: Pragoimex, Чехія (?)
- Задній колеса: підкеровувальні

## Нагороди
У 2009 році, Волжанін Ситіритм 15 отримав нагороду «Найкращий комерційний автомобіль Росії», вигравши головний приз «Золоте кермо»; його суперниками за звання найкращого автобуса були автобуси ГолАЗ і Mercedes-Benz, яких він обійшов. 15-метровий довгомір є не єдиним Волжаніном, який перемагав на цьому конкурсі, у 2008 році переміг його менший родич, Волжанін Ситіритм 12. Не у останню чергу автобус переміг через сучасний дизайн, іноземні компоненти та кузов з дюралюмінію.

## Цікаві факти
- тролейбус, Волжанін ВЕТА (також називається як Волжанін 6272) відомий як той, що побудований на базі Ситіритм-15, отже їхні розміри мали б бути або ідентичними, або мати дуже незначні розбіжності. Насправді довжина Волжаніна-6272 становить 15,40 м (майже на метр більший за автобус).